# Capesterre-Belle-Eau
Capesterre-Belle-Eau er en by i Guadeloupe (Frankrig).